# Cistophor

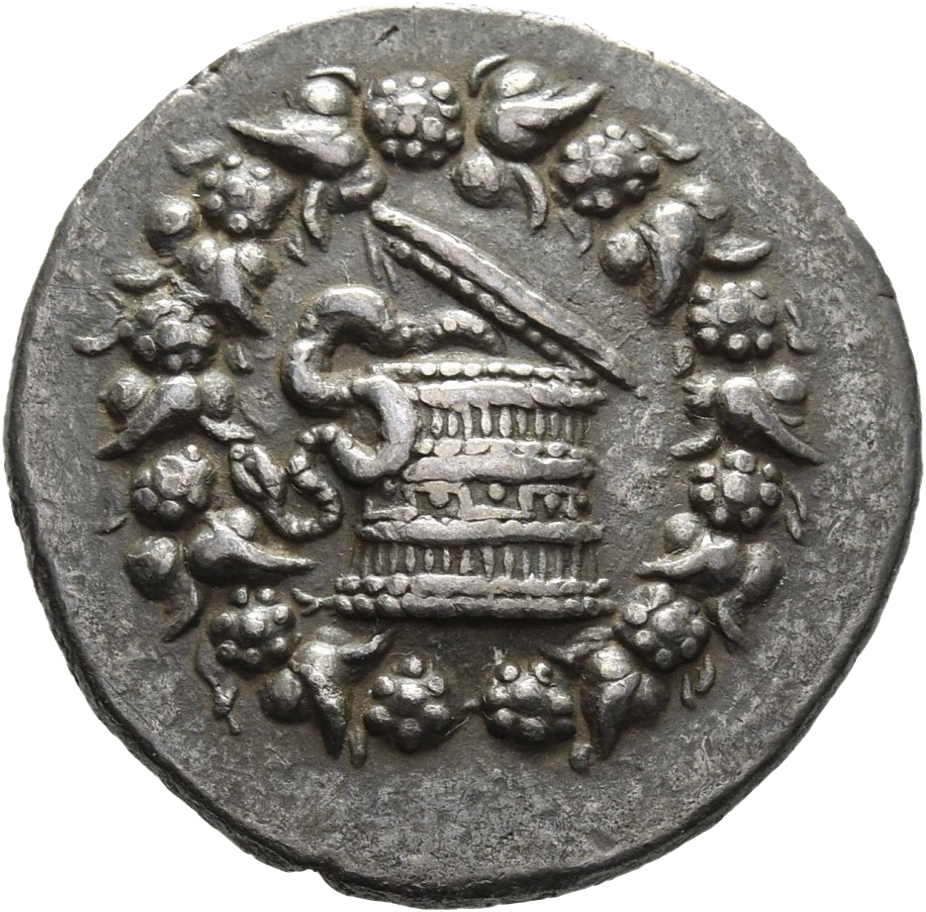
Cistophor aus Pergamon, ca. 135–128 v. Chr. mit dem Abbild einer halb geöffneten cista mystica mit Schlange und Efeukranz. Münzkabinett Berlin

Der Cistophor (von griechisch κιστοφόρος, kistophoros- latinisiert Cistophori; Singular Cistophorus, auch in der eingedeutschten Schreibweise Kistophor) war eine antike Silbermünze im hellenistisch-römischen Kleinasien. Der Cistophor weist gegenüber der bis dahin gebräuchlichen attischen Tetradrachme ein um ca. 25 % reduziertes Gewicht bei gleichem Nominalwert auf und bildete die Hauptwährung des geschlossenen cistophorischen Währungssystems. In Gebrauch waren Cistophoren zwischen dem 2. Jahrhundert v. Chr. und dem 2. Jahrhundert n. Chr.
Hauptzentren der Prägung waren unter anderem Pergamon, Ephesos und Tralles.

## Begriff
Die Bezeichnung Cistophor (wörtl. „der Kistenträger“) leitet sich von dem zentralen Motiv der cista mystica auf der Vorderseite (Avers) der Münze ab. Der Begriff war als Nominalbezeichnung bereits in der Antike gebräuchlich. So berichtet Titus Livius von römischer Kriegsbeute in Form von Cistophoren und Marcus Tullius Cicero schreibt in einem der Briefe an Atticus von seinem in der Provinz Asia gelagerten Vermögen in Cistophoren, das aus seiner Zeit als Prokonsul stammt:

“Ego in cistophoro in Asia habeo ad sestertium bis et viciens. Huius pecuniae permutatione fidem nostram facile tuebere.”

„In der Provinz Asia verfüge ich über ein Vermögen in Cistophoren im Wert von 2.2 Millionen Sesterzen. Ein Umtausch dieser Summe würde unsere Kreditwürdigkeit mit Leichtigkeit erhalten.“

## Gestaltung

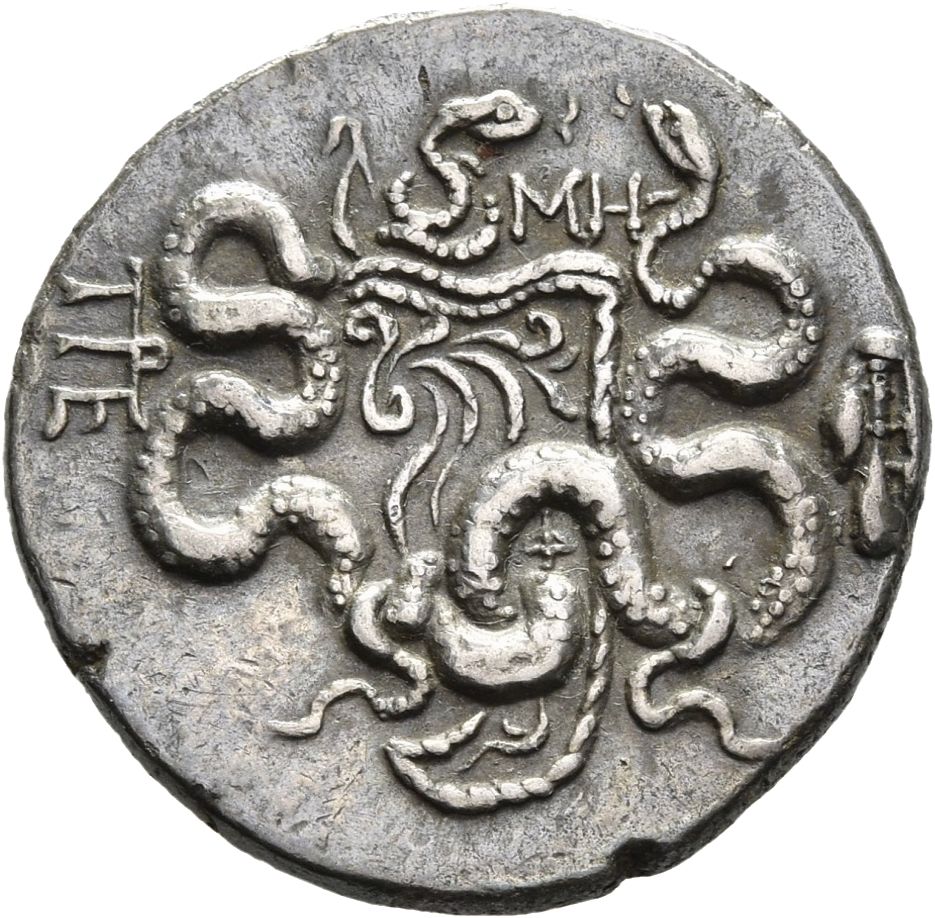
Cistophor aus Pergamon, ca. 135–128 v. Chr. mit dem Abbild zweier sich aufrichtender Schlangen, zwischen ihnen eine Bogentasche mit Bogen. Münzkabinett Berlin

Die Cistophoren tragen in ihrer ursprünglichen hellenistischen Ausprägung auf der Vorderseite (Avers) das namensgebende Abbild einer cista mystica in einem Efeukranz mit Fruchtdolden. Dabei handelt es sich um einen kistenförmigen Korb (altgriech. cista), der als Kultgegenstand besonders im Dionysos-, Demeter- und Persephone-Kult gebräuchlich war. Aus der halbgeöffneten Cista windet sich nach links eine bärtige Schlange und gleitet nach unten.
Im Zentrum der Rückseite (Revers) befindet sich eine geschmückte skythische Bogentasche (Gorytos) mit Bogen, umrahmt von zwei sich aufrichtenden bärtigen Schlangen. Üblicherweise wird die linke Schlange größer und mit einer zusätzlichen Halswindung dargestellt. Die Schwänze der Schlangen sind verknotet. Im linken Feld befindet sich typischerweise in Form eines Monogramms die abgekürzte Ausgabe- oder Prägestätte. Im rechten Feld und über dem Schlangenpaar finden sich zuständige Behörden, Magistrate, Wappenzeichen und Regierungsjahre in Form von Monogrammen und Beizeichen.

## Das Währungssystem der Cistophoren

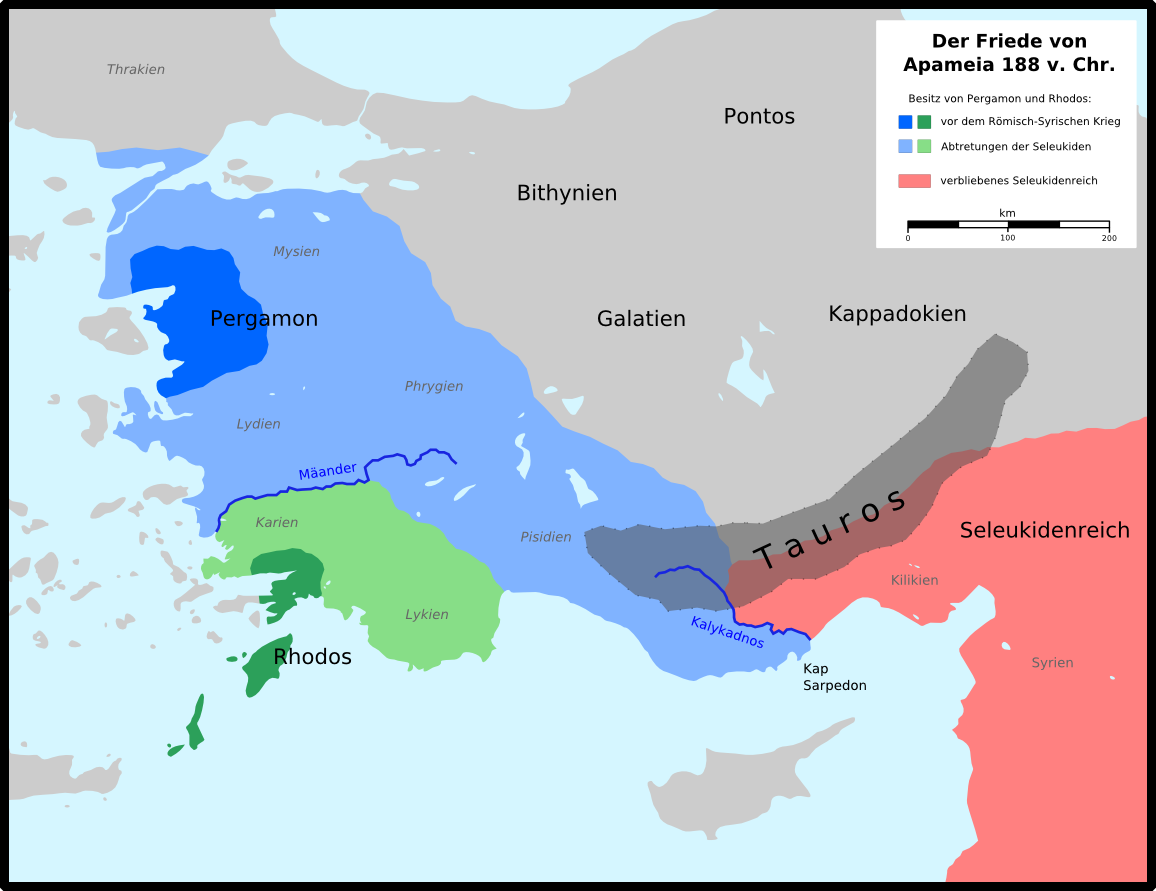
Grenzen des Königreichs Pergamon nach dem Frieden von Apameia 188 v. Chr.

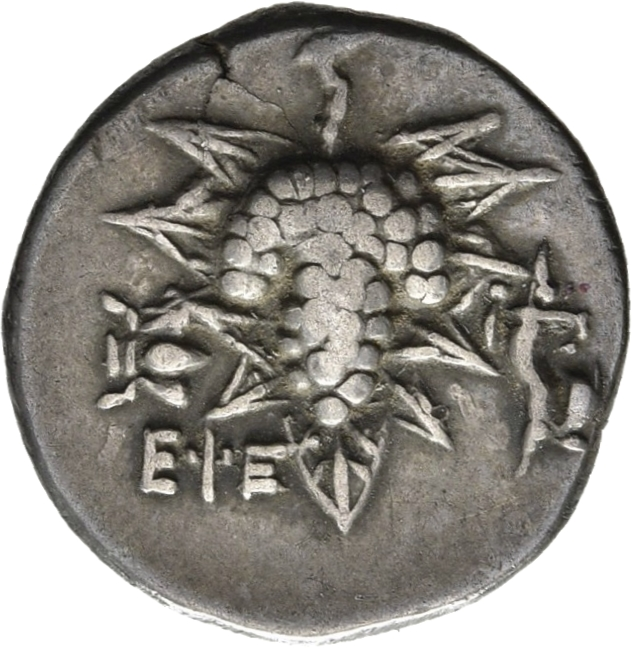
Cistophorische Drachme, Ephesos, ca. 140–137 v. Chr., Revers, Münzkabinett Berlin

Die Cistophorenprägung stand für ein eigenes lokales Währungssystem – zunächst im Bereich des pergamenischen Königreichs, später nach der Annexion durch Rom in der römischen Provinz Asia. Eine Konzentration der Fundorte weist darauf hin, dass die Cistophoren das kleinasiatische Kernland kaum verließen, was für einen geschlossenen Währungsraum spricht.
Innerhalb ihres Geltungsbereichs wurden die Cistophoren zum vorherrschenden Zahlungsmittel, was für Silbermünzen aus Fremdregionen zu einem Tauschzwang führte. Dennoch weisen gemischte Hortfunde auf eine parallele Akzeptanz von Cistophoren und attischer Währung hin, die offensichtlich für einen gewissen Zeitraum auch weiterhin in geringer Stückzahl (vermutlich für den Einsatz im Außenhandel) im kleinasiatischen Verbreitungsgebiet geprägt wurde.

### Ausgabe- und Prägestätten
Auch wenn die hellenistischen Cistophoren Münzzeichen (Ethnika) von bis zu 15 Städten innerhalb des pergamenischen Königreichs aufweisen, handelte es sich bei den meisten von ihnen wohl um reine Ausgabestätten, welche zur Gegenzeichnung auf den geprägten Münzen berechtigt waren.
Was die eigentliche physische Produktion angeht, so deutet die Einheitlichkeit in Aussehen und Gewicht darauf hin, dass die Prägung in hellenistischer Zeit zentral an einigen wenigen Orten, in erster Linie Pergamon und Ephesos, organisiert wurde. Eine Ausnahme bildet dabei die Prägung der kleineren Nominale wie Didrachme und Drachme, die allem Anschein nach zusätzlich auch in Tralles stattfand.

### Der cistophorische Gewichtsstandard
Zentrales und konstantes Merkmal der Cistophoren war während der gesamten Nutzungsdauer ein gegenüber dem attischen Standard reduziertes Gewicht bei gleichem Nominalwert. So betrug das Standardgewicht des Cistophors zu Beginn etwa 12,75 g, was gegenüber der gleichwertigen attischen Tetradrachme mit ihren ca. 16,8 g einer Gewichtsreduktion von etwa 25 % entspricht. Der Gewichtsstandard ähnelt damit dem ptolemäischen und rhodischen Standard. Trotz der mangelnden Akzeptanz außerhalb des kleinasiatischen Nutzungsgebiets hielt sich der Standard als Kolonialwährung bis weit in die römische Zeit.
Im Laufe der Zeit verloren die Cistophoren an Wert. Dies betraf zunächst nur das Gewicht: Hatten die Cistophoren in der Prägephase 28–18 v. Chr. unter Augustus noch ein Gewicht von durchschnittlich 11,63 Gramm, verringerte es sich während der Regierungszeiten von Claudius, Vespasian und Hadrian, der die Produktion noch einmal forcierte, auf 10,74 und schließlich auf 10,27 Gramm. Die Prägungen unter Septimius Severus und Caracalla haben schließlich nur noch ein Gewicht von im Schnitt 8,53 Gramm. Nun wurde jedoch auch der Nominalwert der Cistophoren reduziert, er sank auf ein Äquivalent von drei Denaren.

### Verwandte Nominale
Neben dem Cistophor als Wert-Äquivalent zur Tetradrachme bzw. von vier Denaren finden sich auch kleinere Stückelungen in Form von „cistophorischen“ Didrachmen und Drachmen. Diese Nominale tragen auf der Vorderseite die Darstellung einer Keule mit Löwenfell umgeben von einem Efeukranz und auf der Rückseite eine dreiteilige Weintraube auf einem Weinblatt. Auch hier finden sich auf dem Revers Ausgabe- bzw. Prägestätten als Monogramm sowie Magistratskürzel und Beizeichen.

## Der Cistophor im Hellenismus und während der späten römischen Republik

### Entwicklung

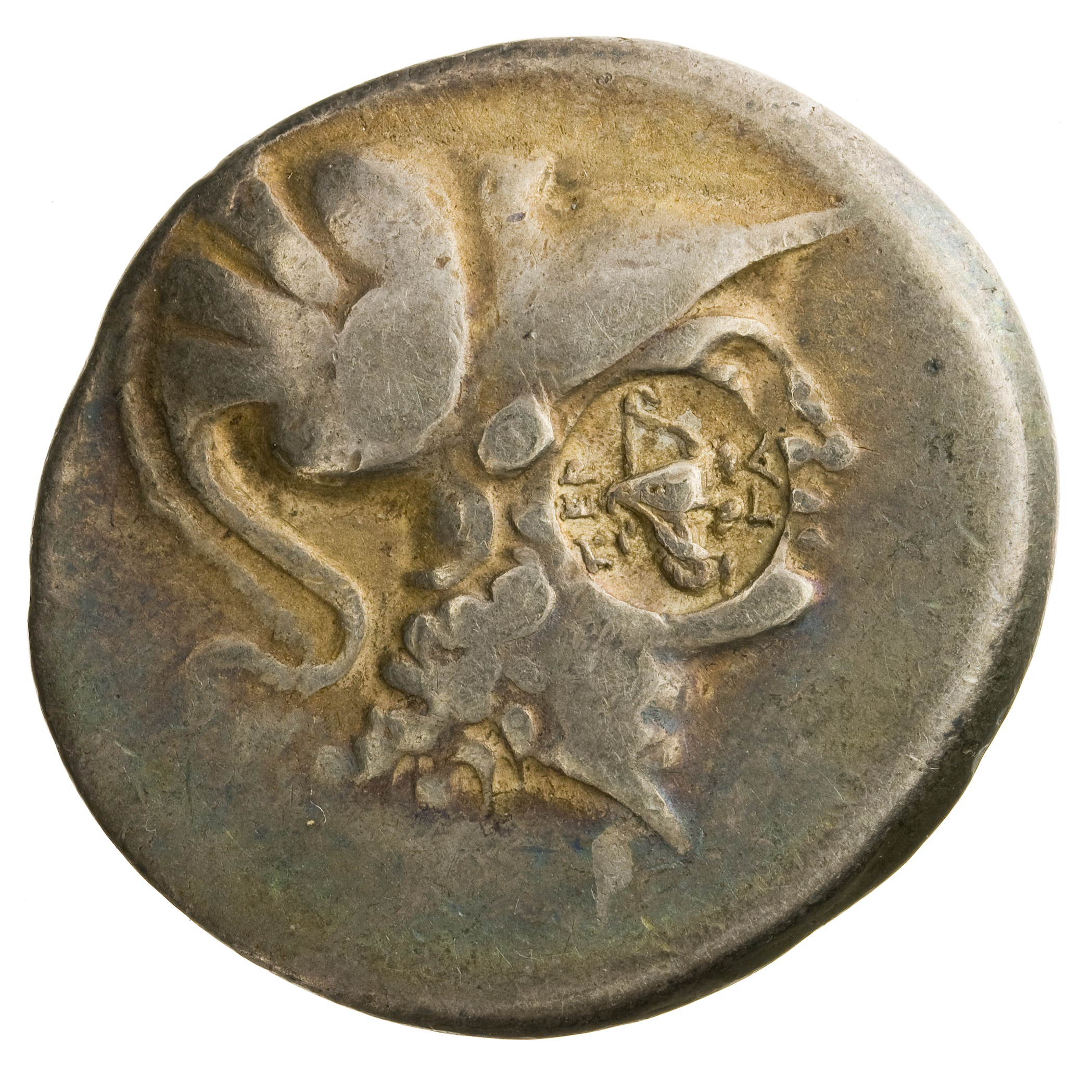
Tetradrachme aus Side mit „cistophorischem“ Gegenstempel, ca. 205–188 v. Chr., Avers

#### „Cistophorische“ Gegenstempel
Bei den frühesten Münzen, die in der Literatur als „cistophorisch“ geführt werden, handelt es sich um Münzen fremder Prägung mit pergamenischen Gegenstempeln aus dem Zeitraum 188/187 v. Chr. Diese Stempelungen finden sich gehäuft auf Tetradrachmen mit attischem Gewicht aus Phaselis, Perge, Aspendos und Side. Anders als die Bezeichnung vermuten lässt, tragen diese Gegenstempel als Motiv keine cista mystica, sondern stattdessen die für die hellenistischen Cistophoren typische Bogentasche (Gorytos) mit Bogen als pergamenisches „Wappen“, kombiniert mit einem Monogramm der jeweiligen Prägestätte.
Die genauen Umstände dieser Stempelung sind unklar. Meadows vertritt die These, dass es sich bei den gestempelten Tetradrachmen um die im Friedensvertrag von Apameia (188 v. Chr.) vereinbarten seleukidischen Entschädigungszahlungen handeln könnte. Demnach würden diese mithilfe der Stempel zum akzeptierten Zahlungsmittel im pergamenischen Reich oder stellten im Außenhandel eine Ursprungskennzeichnung dar.

#### Beginn der Cistophorenprägung
Gegen Mitte des 2. Jahrhunderts v. Chr. kommt es unter der Herrschaft des Attalidenkönigs Eumenes II. (Regierungszeit 197–158 v. Chr.) zu einem umfassenden Umbau des Währungssystems im Königreich Pergamon. Die bisherige attalidische Tetradrachme des Philetairos mit Herrscherporträt wird dabei durch den neuen Münztypus des Cistophors abgelöst. Überlappende Monogramm/Beizeichen-Kombinationen weisen auf eine zeitweise überschneidende Prägung beider Münztypen hin.
Der exakte Zeitpunkt des Beginns der Cistophorenprägung wird in der Forschung kontrovers diskutiert. Für einen frühen Zeitpunkt etwa zu Beginn des 2. Jhdt. v. Chr. schienen zunächst Cistophoren mit dem Monogramm ΒΑ ΕΥ als Abkürzung für Βασιλεύς Εὐμένης, „König Eumenes“ zu sprechen, denen Zahlen zwischen 1 und 4 als Angabe von Regierungsjahren beigeschrieben waren. Dies hätte auf einen Beginn der Prägung zwischen 197 und 193 v. Chr. gedeutet. E. S. G. Robinson zeigte jedoch 1954, dass diese speziellen Cistophoren erst deutlich später unter Aristonikos († 129 v. Chr.) geprägt wurden, der sich anscheinend selbst den Herrschernamen Eumenes gegeben hatte.

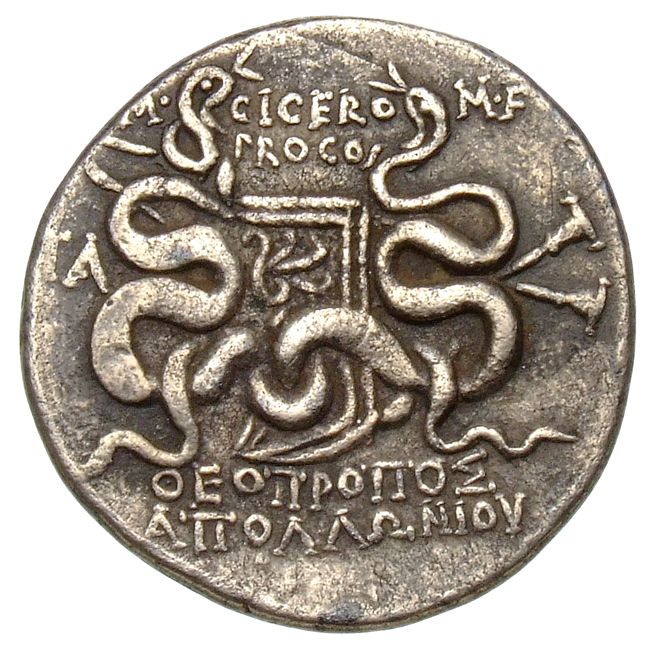
Cistophor aus der Zeit des Prokonsulats des Marcus Tullius Cicero. Apameia 51–50 v. Chr. Münzkabinett Berlin

Inzwischen wird aufgrund von Hortfunden von einem späteren Zeitpunkt, etwa zwischen 170 und 160 v. Chr., für den Beginn der Cistophorenprägung ausgegangen. Ein zeitlicher und politischer Zusammenhang mit dem Sieg Pergamons über die Galater im Jahre 167/166 v. Chr. wird dabei als wahrscheinlich angenommen.

#### Die proconsularische Prägung
Attalos III. vermachte im Jahr 133 v. Chr. das pergamenische Reich testamentarisch dem römischen Staat. Unter römischer Herrschaft wurde das ehemalige Königreich zur Provinz Asia.
Die Cistophorenprägung wurde zunächst unverändert weitergeführt, wobei ab ca. 67 v. Chr. die Namen römischer Statthalter (Prokonsuln beziehungsweise Proprätoren) und Magistrate auf Münzen eines Teils der traditionellen Münzstätten erscheinen. Während die Namen der Statthalter zumeist in lateinischer Schrift geprägt wurden, bleiben die Magistratsnamen zunächst in griechischer Schrift.

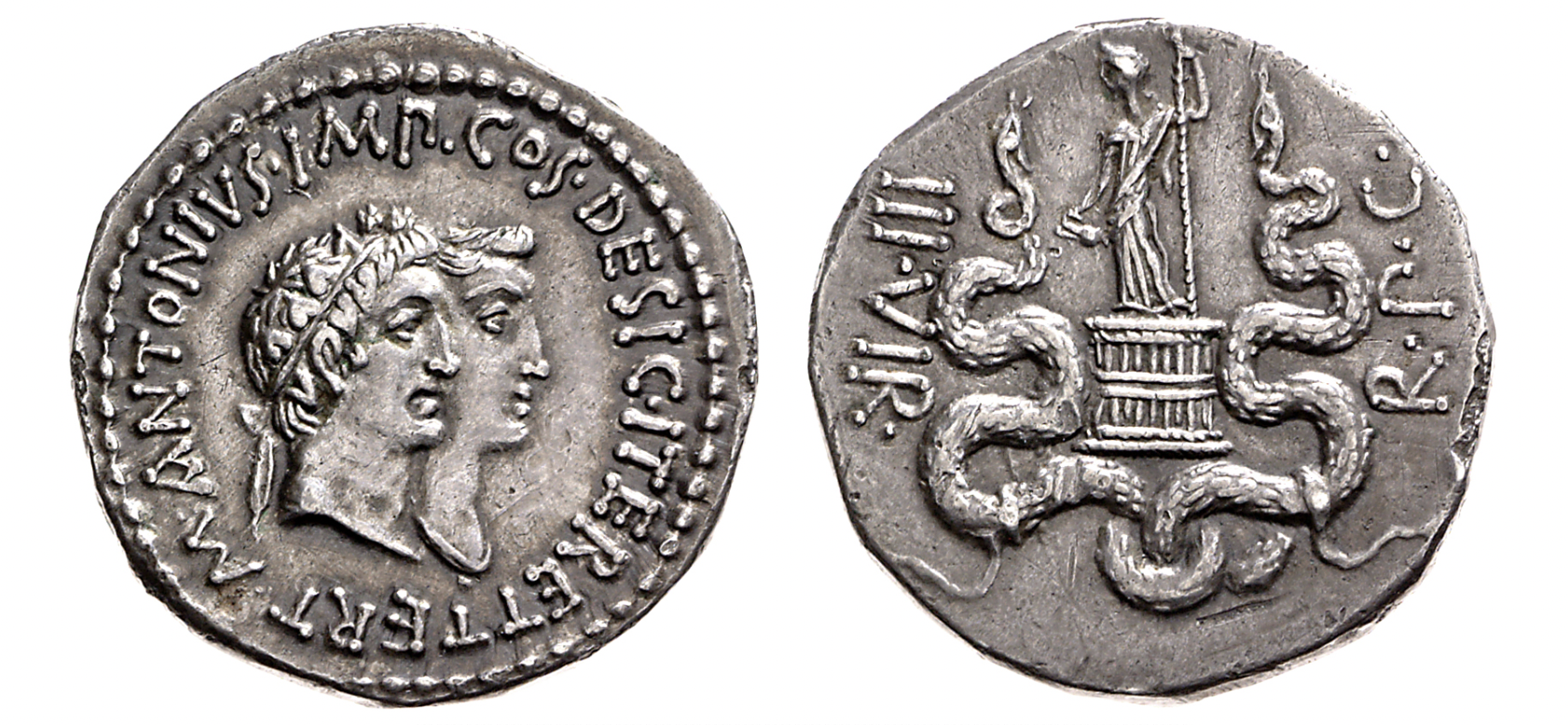
Cistophor mit Porträt des Marcus Antonius und Octavia (Avers), Abbild des Dionysos auf der cista mystica (Revers), um 39 v. Chr.

Während Gewicht und Wert zunächst konstant bleiben, unterliegt das Bildprogramm im Laufe der Zeit verschiedener Änderungen: An die Stelle des Köchers mit Bogen auf dem Revers treten den jeweiligen Prokonsuln zugeordnete Motive wie Dreifuß, Tempel oder Legionsadler auf – allerdings weiterhin im Zentrum des Schlangenpaares.

#### Prägungen des Antonius und Octavian
In der Zeit des zweiten Triumvirats ab 43 v. Chr. entstehen Cistophoren mit Bildnissen von Marcus Antonius und Octavian auf dem Avers, während die ursprüngliche Ikonographie immer weiter in den Hintergrund rückt.
Auf den Cistophoren des Antonius rückt das Abbild der Cista vom Avers auf den Revers ins Zentrum des Schlangenpaares und macht auf dem Avers einem Bild von Antonius und seiner Frau Octavia Platz. In der Folge verschwindet auch der Efeukranz. Die Münzen Octavians fügen dem Schlangenpaar die Siegesgöttin Victoria und die Friedensgöttin Pax hinzu.

### Gründe für die Einführung der Cistophoren

#### Wirtschaftliche Gründe
Meadows sieht als einen der Gründe für die Einführung der Cistophoren eine allgemeine Silberknappheit bis hin zum generellen Fehlen von Silberminen innerhalb des pergamenischen Herrschaftsgebietes an. Die Einführung einer eigenen Währung mit reduziertem Gewicht bei gleichem Nominalwert ermöglichte unter diesen Umständen eine erhöhte Münzproduktion bei geringerem Silbereinsatz. Das abweichende Gewicht erschwerte außerdem eine Verwendung im Außenhandel und verhinderte somit die Ausfuhr von Silber in ausländische Gebiete.
Wie alle Binnenwährungen boten auch die Cistophoren den Vorteil des vereinfachten Handels zwischen den Poleis innerhalb eines festgelegten Gebietes. Die zunehmende Expansion des Herrschaftsgebiets besonders nach dem militärischen Sieg über die Seleukiden erforderte vom Königreich Pergamon zudem eine erhöhte Geldmenge für Aufbau und Pflege der Infrastruktur in den hinzugekommenen Gebieten.
Einen offensichtlichen Vorteil bildete der reduzierte Gewichtsstandard bei einem Währungstausch durch Handelspartner oder Reisende. Gegenüber der attischen Tetradrachme kommt es zu einem Tauschvorteil, der bei einem Umtausch zu einem Silbergewinn von 25 % führt.

#### Politisch-ideologische Gründe
Der Beginn der Cistophoren-Prägung fällt für das Königreich Pergamon in eine Zeit von Expansion und kultureller Blüte, ausgelöst und begleitet durch militärische Erfolge wie den Siegen über die Seleukiden (188 v. Chr.) und über die Galater (167/166 v. Chr.). Auch gegenüber dem wachsenden Einfluss Roms kann sich Pergamon zunächst noch behaupten. Die Cistophoren können somit als Ausdruck eines wachsenden Selbstbewusstseins und einer wirtschaftlichen Unabhängigkeit nach außen, insbesondere gegenüber Rom, verstanden werden. Sichtbar wird dies durch die Entfernung der vorher üblichen Herrscherporträts von den Münzen zugunsten einer gemeinsamen religiösen Ikonographie. Die an der Cistophorenprägung beteiligten Städte beriefen sich damit auf ein gemeinsames religiöses Erbe und präsentieren sich nicht mehr auf eine Dynastie bezogenes Königreich, sondern als föderaler Städtebund.

### Ikonographie und Gestaltung

#### Hellenismus
Zur ikonographischen Deutung der Cistophoren mit ihren charakteristischen Schlangen-Darstellungen existieren zwei zentrale Deutungs-Hypothesen: eine dynastische, welche die Münzdarstellungen als Hinweis auf die mythologischen Ursprünge der Attaliden-Dynastie versteht, und eine religiöse, nach der das Bildprogramm der Cistophoren einer kultbezogenen Ikonographie folgt.
Die namensgebende cista mystica und der Efeukranz auf dem Avers werden bei einer dynastischen Deutung als Hinweise auf Dionysos verstanden, der nach Hans Theodor von Prott als Stammvater der Attaliden angesehen werden konnte. Diese Deutung fand für Jahrzehnte Eingang in die Literatur, kann aber inzwischen als überholt betrachtet werden.

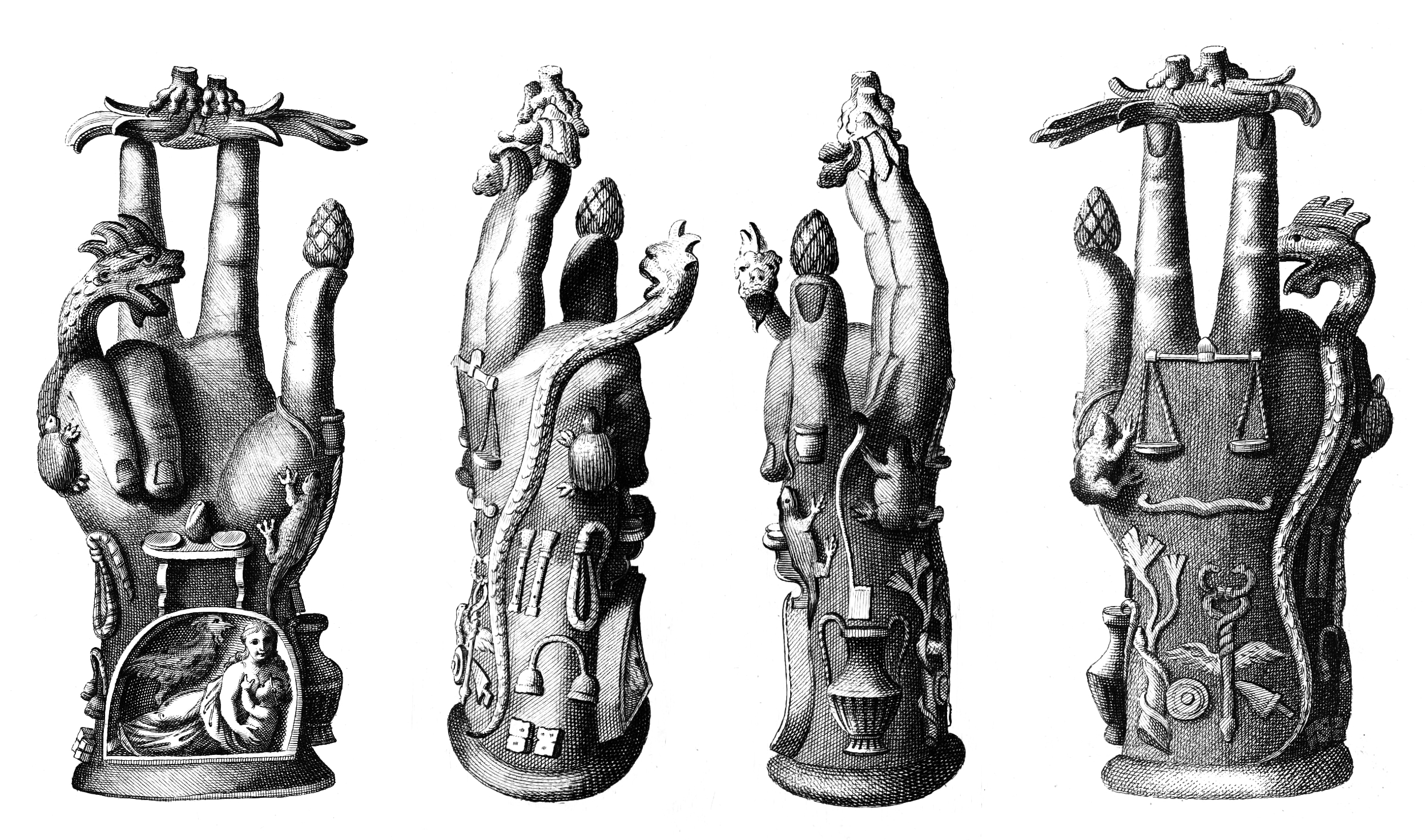
„Hand des Sabazios“ – Gegenstand aus dem Sabazioskult mit Darstellung einer bärtigen Schlange. Abbildung in „Alcuni monumenti del Museo Carrafa“, 1858

Bogentasche und Bogen auf dem Revers werden wiederum als Hinweise auf Herakles als Ahnherren der Attaliden angesehen. Gerade dieses Motiv wird allerdings bei späteren römischen Prägungen häufig ersetzt, was nach Elke Krengel darauf hinweist, dass es sich bei den Schlangen um das eigentliche Hauptmotiv der Münzen handelt. Krengel vermutet den Ursprung der Cistophoren-Ikonographie in der orphischen Mystik, wobei Schlange, Cista und Efeu auf den in Kleinasien beheimateten orgiastischen Kult des Sabazios hinweisen. Diese thrakisch-phrygische Gottheit, deren Verehrung in Pergamon unter Attalos III. zeitweise zum Staatskult erhoben wurde, ist den orphisch-dionysischen Mysterienkulten nahe verwandt.
Nach der orphischen Theogonie ist Sabazios (auch Zagreus genannt) der Sohn des Zeus und der Persephone. Er wird getötet und wiedergeboren als Dionysos. Das Schlangenpaar auf dem Revers wird in dieser Deutung als „Götterhochzeit“ zwischen Zeus und seiner Tochter Persephone in Schlangengestalt aufgefasst – Hinweise auf den Paarungsakt finden sich in den unterschiedlichen Längen der Schlangen (männliches und weibliches Tier), die verknoteten Schwänze als Zeichen der Paarung und der Bärte der Schlangen – ein ikonographisches Zeichen für ihre Göttlichkeit.
Avers und Revers wären nach Krengel aufeinander bezogen: Aus dem Zeugungsakt der Schlangen (Revers) folgt die Geburt des Dionysos, dargestellt in Form der dionysischen Motive auf dem Avers: Cista, Efeu und Schlange.

#### Späte römische Republik

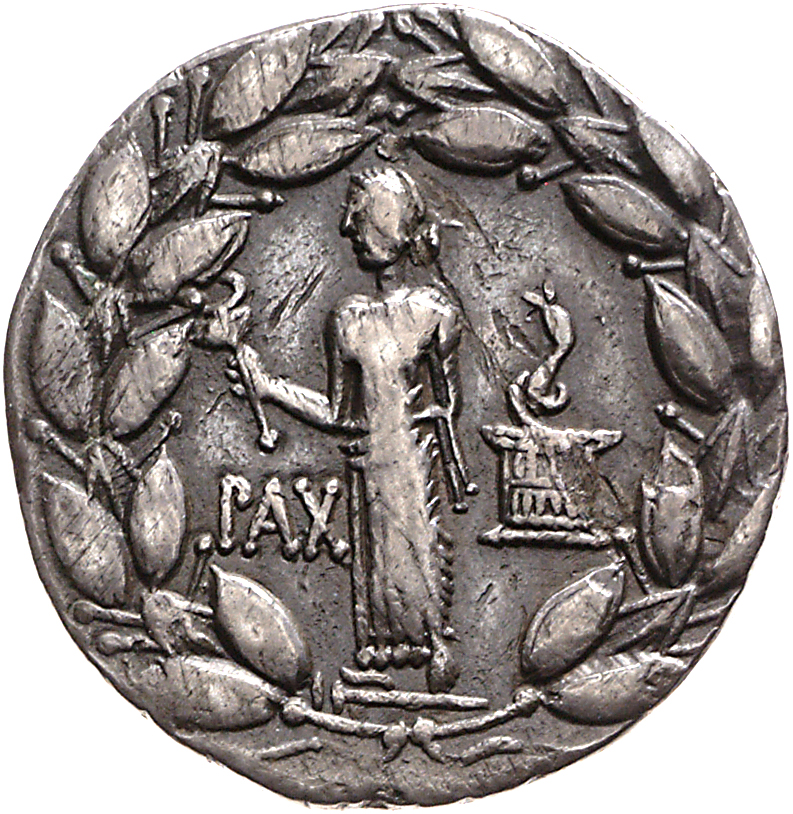
Cistophor des Octavian, Ephesos, 28 v. Chr. mit der cista mystica als reinem Beizeichen. Münzkabinett Berlin

Während der Zeit der späten römischen Republik ist einerseits eine Romanisierung in Form der lateinischen Statthalternamen und neuen Beizeichen, als auch eine propagandistische Nutzung des hellenistischen Bildprogramms zu erkennen.
Auffällig ist dabei die augenscheinliche Bedeutung von Schlangenpaar und Cista, nicht aber des Köchers mit Bogen, die relativ rasch durch wechselnde Motive ersetzt werden.
Marcus Antonius nutzt in seiner Cistophoren-Prägung die dionysische Ikonographie zu propagandistischen Zwecken, indem er einen Bezug zu seiner eigenen selbsterklärten Rolle als „Neos Dionysos“ (neuer Dionysos) herstellt. Sein Bild (zum Teil im Doppelporträt mit seiner Frau Octavia) verdrängt die cista mystica auf dem Avers. Diese wird nun inmitten des Schlangenpaars dargestellt, mit einer Dionysos-Darstellung darüber.
Nach dem Sieg über Antonius parodiert Octavian diese Darstellung propagandistisch, indem er in seiner Cistophoren-Prägung die Dionysos-Darstellung durch ein Abbild der Siegesgöttin Victoria über der cista mystica ersetzt – ein Zeichen seines Sieges über Antonius.
Zuletzt wird die cista mystica zum reinen Beizeichen vom Zentrum an den Rand gerückt, bevor sie in der kaiserzeitlichen Prägung ganz verschwindet.

## Cistophoren in der Römischen Kaiserzeit
Die Cistophoren in der Kaiserzeit sind die Fortsetzung des kleinasiatischen hellenistischen Nominal des zweiten Jahrhunderts v. Chr., aus Feinsilber, welches ab 27 v. Chr. unter römischen Kaisern in Kleinasien bis in das zweite Jahrhundert n. Chr. geprägt wurde.
Die kaiserzeitlichen Cistophoren unterschieden sich stark in typologischen und stilistischen Merkmalen zu der hellenistischen bzw. spät republikanischen Cistophorenprägung. Verringerungen des anfänglichen Gewichts von ca. 12 g sind im Verlauf des ersten und zweiten Jahrhunderts n. Chr. nachzuvollziehen.
Die auf dem Avers typisierende Cista mystica, gerahmt durch den Efeukranz, mit halb geöffnetem Deckel, aus der sich eine Schlange herauswindet, ist vollkommen aus dem Bildprogramm verschwunden. Ebenso die Darstellung des Köchers auf dem Revers, welcher durch zwei aufsteigende Schlangen gerahmt ist. Des Weiteren weisen die Münzen, die bis dahin verwendeten Beizeichen und Monogramme der Prägestätten, ausprägenden Statthalter, Prokonsule, Konsule, Beamte und Magistrate der späten republikanischen Zeit nicht mehr auf.
Das Münzbild und der Münzcharackter ist mit dem politischen Bruch durch Kaiser Augustus vollkommen verändert. Der bis dahin wiedererkennbare Cistophorentyp weicht dem Bildnis des Machthabers und bleibt bis zum Ende der Cistophorenprägung ähnlich. Das einzig definierende Merkmal des Nominals, nach der programmatischen Änderung durch Kaiser Augustus, bleibt das Gewicht der Münze von ca. 12 Gramm.
Somit entspricht und verkündet der Cistophor nach 27 v. Chr. die neuformierte Gesellschaftsform, einer Monarchie in Form des Prinzipats mit dem Kaiser als Alleinherrscher, welcher dem kleinasiatischen Reich auf dem Avers präsentiert wird. Auf dem Revers finden Augustus und die darauffolgenden Kaiser durch unterschiedliche Bildprogramme ihren Ausdruck in Belangen der Reichsrepräsentation oder der Provinzialpolitik.
Trotz der starken Veränderungen im Erscheinungsbild, repräsentiert das Nominal eine stabile Währung der kleinasiatischen Provinz, welche den Wechsel vom hellenistischen zum Römischen Reich überlebt und in über 20 Münzstätten geprägt wurde.

### Nutzung von Cistophoren durch das römische Kaiserreich
Die Nutzung des hellenistischen Nominals durch die Römer und die Intention dahinter, findet sich zunächst in der spät republikanischen Zeit. Die Vererbung des Pergamenischen Reichs durch Attalos III an die Römer, hinterließ eine große geopolitische Herausforderung. Die Übernahme der bestehenden Währung vereinfachte diese Herausforderung. So konnte sich die Bevölkerung Kleinasiens durch kontinuierliche Veränderungsprozesse im Bildprogramm der Währung weiterhin mit dieser identifizieren. Dies ist auch an den Legenden der Cistophoren zu erkennen, welche sich sukzessiv der römischen Kultur und Sprache angleichen. Zur Begründungszeit der Provinz Asia werden die griechischen Legenden der Münzen weiterhin beibehalten. Mit zeitlichem voranschreiten, werden griechische Legenden neben lateinischen Legenden durch die ausprägenden Statthalter auf den Cistophoren abgebildet. Erst mit dem Ende der späten Republik und der Gründung des Prinzipats durch Augustus, werden die Legenden der Cistophoren ausschließlich in Latein gehalten. Das Medium Münze, verbreitete die politischen Programme, Propaganda und Bekanntheit der römischen Kaiser in der wirtschaftlich wichtigen Provinz. Die Übernahme der Währung suggeriert eine gewisse Anerkennung der bestehenden Kultur. Die Darstellung der Lokalmythologie war auch in der Kaiserzeit fester Bestandteil städtischer Kultprogramme und sicherte durch Kenntnis mythischer Gestalten und deren Bedeutung für den Statusanspruch und Identität der jeweiligen Städte.
Dementsprechend erfuhr die Währung unter den verschiedenen Kaisern, je nach politischem Programm und Schwerpunkt der Propaganda, typologische und stilistische Kontinuitäten oder Neuerungen.
Ab Beginn der Kaiserzeit hat der Cistophor, bei einem Silbergehalt von ca. 90,25 Prozent, ein Gewicht von ca. 12,7–12,4 Gramm. Somit entsprach ein Cistophor drei Denaren oder drei attischen Drachmen. In seinem Verbreitungsgebiet entsprach der Cistophor nominell dagegen weiterhin einer Tetradrachme. Zusätzlich zeigt die Lokalisation der Hortfunde von Cistophoren, dass diese nur auf dem kleinasiatischen Gebiet verbreitet waren. Dies könnte darauf hindeuten, dass ein finanzieller Gewinn und Wirtschaftsvorteil durch die Abschwächung der Währung der kleinasiatischen Provinz für das römische Reich erzielt wurde.

### Cistophoren unter Augustus
Mit der Gründung des Prinzipats nahm der erste Kaiser des Römischen Reiches eine neue ästhetische Form der Selbstinszenierung auf. Diese neue Form brachte einen Typus und Kult der Kaiserverehrung auf den Weg, welche noch lange nach der Iulisch-Caudischen Dynastie fortbestand. Während im Römischen Reich eine omnipräsente Darstellung des Kaisers als Friedensbringer, siegreicher Feldherr oder als frommer Bürger im öffentlichen Raum zu finden war, wurde der Kaiser nun auch auf dem Avers der Provinzialwährung mit der Legende IMP CAESAR und dem Revers mit AVGVSTVS der Bevölkerung Kleinasiens vorgestellt. Die Legenden wurden fortan auf Latein veröffentlicht und galten der Vorstellung des Kaisers. Dies entsprach einer großen Neuerung, da die Cistophoren auf dem Avers bis dahin keine Herrscherportraits kannten. Ebenso neu war die Verwendung des Perlen- und Lorbeerkranzes anstelle des Efeus, sowie die Nutzung verschiedener Bildmotive, welche die Cista mystica, Schlangen und Köcher ablösten. Während der Avers in der Regel einheitlich gehalten wurde, konnte das Motiv auf dem Revers divergieren. Das einzige kontinuierliche Merkmal der Cistophoren ist das Gewicht von ca. 12 g, als definierender Charakter des Nominal. Die intensivste Cistophorenprägung fand unter Augustus statt. Die Phase der stärksten Ausstoßmenge von Cistophoren unter Augustus, begann 27 v. Chr. und endete circa 19 v. Chr. Prägnante Beispiele des Bildprogramms unter Augustus sind die Motive des Capricornus, des Altars der Artemis, der Kornähren und der Sphinx.

#### Prägnante Beispiele augustinischer Cistophoren

##### Capricornus

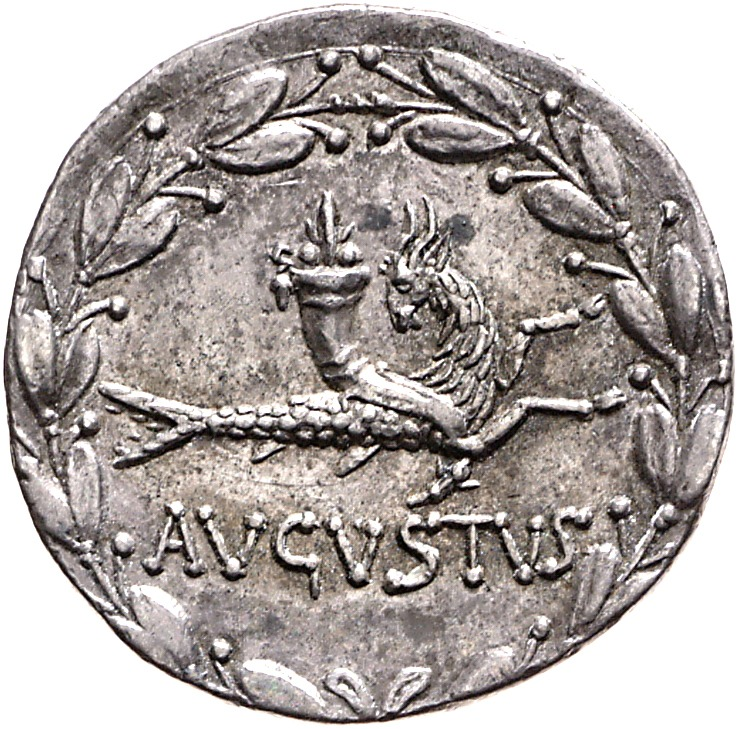
27–26 v. Chr. Revers: AVGVSTVS. Capricorn nach rechts mit rückwärts gewandtem Kopf, Vorderteil als Tierkörper (Ziege), fischförmiges Rückenteil. Ein Füllhorn trennt beide Teile. Alles umrandet von Lorbeerkranz.

Diese Münze wird auf die Jahre 27-26 v. Chr. datiert. Der Avers mit der Legende IMP CAESAR zeigt den Kopf des Augustus nach Links mit einem Lituus davor, der Insigne der Etrusker und des frühen Roms für kultische und politische Amtsträger, ein Symbol für seine göttliche Führung und Bestimmung. Auf dem Revers befindet sich die Legende AVGVSTVS und die Abbildung eines Capricorn mit rückwärtsgewandtem Kopf. Der Vorderteil des Capricorn ist dabei als Ziege und das Rückenteil fischförmig abgebildet. Ein Füllhorn trennt beide Körperteile voneinander. Das gesamte Motiv ist von einem Lorbeerkranz umrandet. Diese Gestaltung zeigt die Unterschiedlichkeit in der Akzentuierung der Propaganda des Kaisers. Während in Rom das Geburtsrecht den Kaiser vorherrschend legitimierte, wählte der Augustus für die kleinasiatische Provinz, astrologische Propaganda zur Etablierung seines Herrscherkults. Als Mischwesen suggerierte das Capricornus Motiv das Beherrschen und Bezähmen von Land und Wasser. Das Füllhorn versprach als Attribut des Wohlstandes die Prosperität der neuen Weltordnung. So ist der Capricornus als glücksbringendes Sternzeichen des Augustus die propagandistische Verbreitung der Vorhersehung der Sterne und deren Erfüllung der augusteischen Zeit, in welcher der lebende Herrscher zum Gott wird.

##### Kornähren

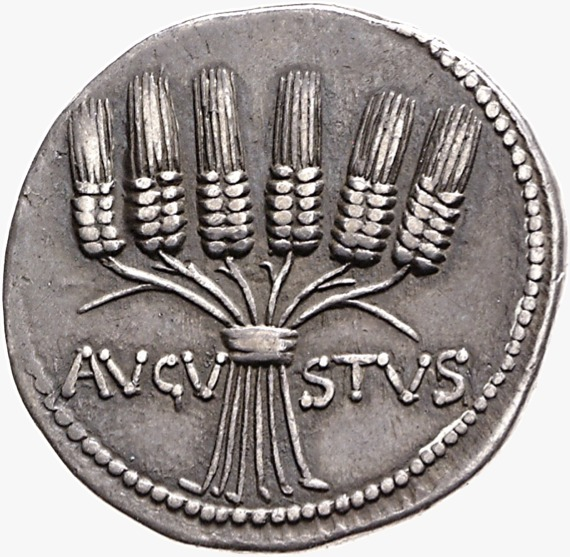
27–26 v. Chr. Revers: AVGV-STVS. Bund aus sechs Kornähren.

Die Kornähren im Ährenbündel sind ein weiteres Motiv, dass auf den Cistophoren des Augustus wiedergegeben wurde. Auf dem Avers ist die Legende IMP CEASAR und der Kopf des Augustus nach rechts abgebildet. Der Revers zeigt ein Bund aus sechs Kornähren mit der Legende AVGV-STVS. Das Ährenbündel ist ein Motiv, mit welchem die Vorstellung des Segens verbunden wurde. Im Tatenbericht, in welchem Augustus seine Spenden an das römische Volk aufzählt, lassen sich Hinweise auf seine Getreidespenden in den Jahren 23 v. Chr. und 18 v. Chr. entnehmen, welche an mehr als einhunderttausend Menschen verteilt wurden. Somit ist das Kornährenbündel die motivische Verbildlichung, der Kaiserlichen Getreidespende. Dieses Motiv bettet sich im Bildprogramm der Reichsprägung ein, obwohl die Kornähre an sich durch die Göttin Demeter bereits ein bekanntes Motiv ist.

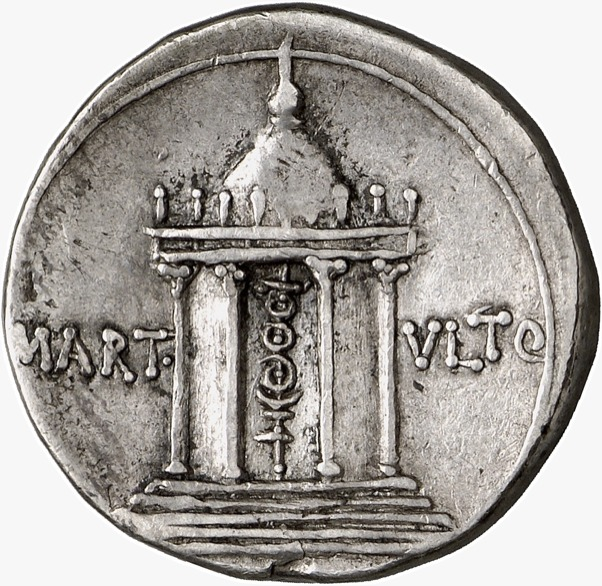
19–18 v. Chr. Reveres: MART – VLTO. Rundtempel, darin ein Feldzeichen.

##### Altar der Artemis
Das Motiv des Artemis Altars auf den Cistophoren des Augustus ist auf 25–20 v. Chr. datiert. Der Avers mit der Aufschrift IMP CAESAR zeigt das Porträt des Kaisers nach rechts, der Revers trägt die mit Blumengirlanden geschmückte Darstellung eines Altars mit zwei einander gegenüberstehenden Hirschkühen. Das Motiv kann als konkreter Verweis auf die Hauptstadt der Provinz Ephesos gewertet werden. Es zeigt die Pietas des Herrschers gegenüber einheimischen Gottheiten und verweist auf den Tempel des Augustus im Artemision von Ephesus. Die Provinz Asia gestattete Augustus in ihrer Hauptstadt Ephesus zu Ehren der Roma und dem Divus Julius einen Tempel zu erbauen, in Pergamon einen Tempel der Roma und einen Tempel für sich selbst. Ein Altar, vermutlich ebenfalls in Ephesus, wurde ihm zu Ehren errichtet. Es wird vermutet, dass dies der Altar ist, welcher auf den Cistophoren mit Hirschkühen und Blumengirlanden dargestellt wird.

### Cistophoren der iulisch-claudischen Dynastie
Die Ausprägung von Cistophoren wird, nach einer längeren Prägeunterbrechung, von Claudius wieder aufgenommen.
Unter Claudius lassen sich zwei verschiedene Gruppen von Münzen identifizieren. Eine Gruppe kann auf 50 bis 51 n. Chr. datiert werden. Die zweite Gruppe kann nicht mit Sicherheit datiert werden und wird zeitlich früher eingeordnet. Sutherland schlägt eine Datierung von 41–42 n. Chr. vor. Beide Gruppen waren viele Jahre in Umlauf und wurden unter Vespasian gegengestempelt und gelegentlich unter Hadrian überprägt, jedoch nicht im gleichen Ausmaß wie die Cistophoren von Augustus oder Markus Antonius. Mit großer Wahrscheinlichkeit zirkulierten die Cistophoren von Claudius bis in die Antoninische und Severische Zeit. Die Reverstypen der früheren Ausgabe zeigen den Tempel Roma und Augustus, ein distinktiv pergamenisches Motiv und Diana von Ephesus, welche eindeutig Ephesus repräsentiert. Diese zwei Typen können als Würdigung der wichtigsten Städte der kleinasiatischen Provinz gewertet werden.
Die Reverstypen der späteren Ausgabe zeigen Porträts von Agrippa und Nero. Unter Claudius erscheinen das erste Mal Cistophoren mit dem Porträt des Kaisers auf dem Avers und dem Bildnis der Kaiserin Agrippina mit der Umschrift Agrippina Augusta Caesaris Augusti auf dem Revers. Eine Variante trägt Titel, die Claudius in den Jahren 50–51 trug, eine weitere zeigt Nero als consul designatus und princeps iuventutis, ein Titel, der ihm nach 51 verliehen wurde. Der Reverstyp der Gruppe der Diana von Ephesus ist nicht mehr der ephesische Alta des Augustus. Claudius führt das altertümliche Bildnis der ephesischen Diana ein, welches auch unter Hadrian geprägt wurde.

### Cistophoren der flavischen Dynastie
Ab Claudius besteht eine Prägeunterbrechung bis zur Zeit Vespasians, der jedoch nur eine sehr geringe Menge an Cistophoren prägen ließ. Erst unter Titus und Domitian kann die nächste größere Prägung ausgemacht werden.
Ein häufiges Motiv, welches unter Titus eingeführt und von Domitian, Nerva, Trajan und Hadrian weitergeführt wird, ist das Motiv der drei Feldzeichen. Die Ausprägung der drei Feldzeichen, welche Trajan vornimmt, bleibt bis zur Zeit Caracallas erhalten. Motive wie Standarte und Legionsadler tauchen regelmäßig bei Ausbrüchen von Kriegen auf.
Domitian unternimmt Prägungen in zwei verschiedenen Episoden. Die erste Episode in den Jahren 81–82 n. Chr., zu Beginn seiner Regierungszeit. Die zweite Episode erfolgt gegen Ende seiner Regierungszeit, im Jahr 95 n. Chr. Des Weiteren ist im Vergleich zu Claudius, eine Gewichtsreduktion zu verzeichnen. Die Prägungen von Titus sowie von Domitians sind stilistisch eindeutig römisch und orientieren sich an augusteische Cistophoren. Wie auch die römischen Münzen weisen diese Cistophoren eine Sechs-Uhr Stempelstellung auf. Besonders unter Domitians Cistophoren ist die Revers Darstellung des Altars für seinen vergötterten Vater mit der Inschrift Divio Vespasiano und wurden gleich bei Regierungsantritt 81 n. Chr. geprägt. Eine weitere bedeutende Cistophorenprägung Domitians ist der durch Domitian wiederhergestellte Tempel des capitolinischen Juppiter, datiert auf das Jahr 82 n. Chr.

### Cistophoren der Adoptivkaiser

#### Nerva
Nicht lange nach der Domitianischen Ausgabe wurden Cistophoren für Nerva geprägt. Auch Nervas Cistophoren entsprechen stilistisch der Reichsprägung. Bei Nerva sowie bei Domitian, Trajan und später Hadrian wiederholt sich das Motiv der sechs Kornähren im Bund oder auch der Legionsadler zwischen zwei Feldzeichen. Nerva gab in seiner kurzen Regierungszeit nur eine geringere Menge in Auftrag.

#### Trajan

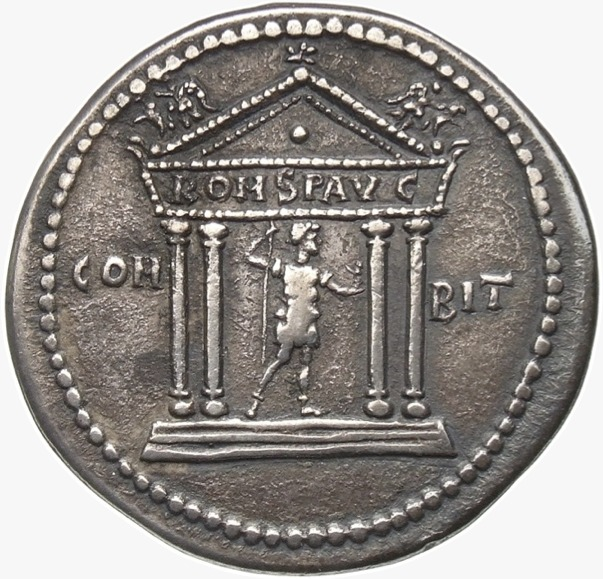
Ca. 128–130 n. Chr. Revers: COM – BIT [Commune Bithyniae]. Kaiserkult-Tempel mit der Kultstatue des Kaisers Augustus in Rüstung im Zentrum. In seiner rechten Hand ein Speer und in seiner linken Hand Victoria mit Kranz. Auf dem Architrav die Aufschrift ROM S P AVG.

Unter Trajan kann nur eine kleine Ausgabe verzeichnet werden. Diese reichte bis 102 n. Chr. Stilistisch sind es vollkommen römische Typen. Sie orientieren sich, wie auch bei seinen Vorgängern, in stilistischen Merkmalen, sowie in den Motiven an den augusteischen Münzen. Trajan wiederholt die gleichen Motive wie Nerva. Die Gewichtsreduktion ist eine Auffällige Neuerung, da diese nun bei 10,15 g liegt.

#### Hadrian
Die hadrianisiche Cistophorenprägung ist umfangreicher als die bisherigen Ausstoßmengen und kommt nah an das Prägevolumen von Augustus heran. Jedoch ist im Unterschied zu Augustus, die hadrianische Prägung nicht aus Neusilber geprägt. Dementsprechend muss das Aufkommen der im Umlauf befindlichen Stückelung zurückgegangen sein.
In einigen Münzen lassen sich Spuren, beispielsweise das Augustusportrait erkennen, was zeigt, dass unter Hadrian in einem gewissen Umfang überprägt wurde. Die erste Ausgabe Hadrians in Antizipation des Kaiserbesuchs in der Provinz, thematisiert Glück und Wohlstand. Die Zweite betont lokale Gottheiten, die Wohltätigkeit des Kaisers und das Glück der Stadt. Auf diese Gruppe folgt eine weitere, die Gottheiten anderer Städte vorstellt. Daraufhin entsteht das Prägen, in einer großen Anzahl von Münzstätten, bei welcher jede Münzstätte ihre eigenen Gottheiten hervorhebt. Eine zentrale Kontrolle regelte Inhalte und Legendenteilung. Zunächst werden kleinasiatische Götter und religiöse Denkmäler geprägt. Später kommen rein römische Typen hinzu, wie der Legionsadler, das Kornährenbündel und Standarten. Schließlich weichen die Typen von traditionellen lokalen Darstellungen ab, wie die Darstellung des Asklepios oder der Artemis Ephesia. Das Erscheinen indigener Gottheiten wie Artemis Ephesia und Zeus Osogoa zeigt den politischen Willen die Kulte der Provinz anzuerkennen. Daneben erscheinen hellenistische Gottheiten im klassischen Sinne wie Tyche, Herakles, Athene und Apollo. Zuletzt kommen eindeutig römische Typen hinzu wie Pax, Salus und Roma und solche die von früheren Cistophorentypen abgeleitet wurden wie Legionsadler, Standarten und Kornähren. Die Vielfalt der Cistophoren unter Hadrian, welche sich auf die provinzspezifische Themen konzentriert und gleichzeitig römische Motive implementiert, weist auf sein Bestreben der Reichskonsolidierung.

#### Prägnantes Beispiel

##### Vergewaltigung der Persephone
Das Motiv der Vergewaltigung der Persephone ist stilistisch und typologisch ein sehr einzigartiger Fall. Das panhellenische Motiv, auf dem Revers abgebildet, zeigt Hades mit Persephone in einer Quadriga nach rechts bewegend und darunter ein umgestürzter Blumenkorb. Der Avers zeigt das Kaiser Porträt nach rechts. In dieser Form wird es erstmals im 2. Jhd. n. Chr. abgebildet.

### Cistophoren der antoninische Dynastie
Unter Antoninus Pius, sowie Marc Aurel und Lucius Verus, erfuhr das Römische Reich und die kleinasiatische Provinz eine Weiterführung der von Hadrian eingeleiteten Reichskonsolidierung. Kein Kaiser der antoninischen Dynastie bereiste die kleinasiatische Provinz. Die Kommunikation erfolgt per Brief oder Statthalter nach Ephesus. Die Cistophoren sind allgemein römisch. Der Ausstoß von Cistophoren der drei Kaiser war im Vergleich zu Hadrian sehr gering. Mit Commodus folgte die letzte Prägeunterbrechung. Auf einem Cistophor des Antoninus Pius zeigt der Avers das Kaiser Porträt im Lorbeerkranz nach rechts. Der Revers zeigt das bekannte Motiv einer nach links stehenden Tyche mit Turmkrone, in der rechten Hand ein Steuerruder, in der linken ein Füllhorn und alles von einem Perlenkreis umrandet.

### Cistophoren der severische Dynastie
Die severischen Cistophoren entsprechen nur noch einem Gewicht von circa 8,99 g. Sie sind vergleichbar mit den severischen Drachmen und Tridrachmen von Caesarea in Cappadocien.
Septimius Severus
Die Averse unter Septimius Severus zeigen das Kaiser Porträt nach rechts, im Lorbeerkranz. Der Revers trägt die Legende COS II und zeigt verschiedene Motive. Zwischen zwei Standarten ist ein Legionsadler auf einem Standard mit Lorbeerkranz im Schnabel auf einem Revers abgebildet. Auch das Kornährenbündel ist zu sehen, seit Hadrian jedoch mit fünf statt der sechs Ähren von Augustus. Außerdem lässt Septimius Severus eine Victoria mit Lorbeerkranz und Schild, bekannt von Aurei und Denarii prägen. Auf diesen Cistophen ist das klassische Bildprogramm des Römischen Reichs zu finden, welches durch Septimus Militärische Laufbahn geprägt ist.
Caracalla
Die Cistophoren des Kaisers Caracalla zeigen beispielsweise den Kornährenbund mit fünf Ähren auf dem Revers und einen Legionsadler mit Lorbeerkranz im Schnabel auf einer Standarte mit Vexillum. Jedoch ist die Victoria Abbildung von Caracalla fliegend mit Lorbeerkranz dargestellt. Als Neuerungen, kann auf einem Revers die Darstellung eines entzündeten Altars und auf einem anderen Revers die Roma mit Helm, sitzend beim Opfer, Speer haltend über einem Altar, gesehen werden. Die Averse bleiben stilistisch wie auch bei seinem Vorgänger gleich. Es ist immer das Kaiser Porträt im Lorbeerkranz zu sehen. Auch in diesen Fällen sind durchwegs Bildprogramme des Römischen Reichs zu sehen. Die Motive spiegeln Pietas, Congiarium, Virtus und andere römische Tugenden weder. Da er zu seiner Regierungszeit allen freien Einwohnern des Imperiums römisches Bürgerrecht verlieh, sprachen nun die klassischen römischen Motive alle Bürger gleich an.